# Costa Rica nos Jogos Olímpicos de Verão de 2008
A Costa Rica competiu nos Jogos Olímpicos de Verão de 2008, em Pequim, na China. Oito representantes costarriquenhos obtiveram classificação para competir em Pequim.

## Desempenho

### Atletismo
Masculino
| Atletas      | Evento       | Preliminares | Preliminares | Semifinal | Semifinal | Final       | Final       |
| Atletas      | Evento       | Marca        | Posição      | Marca     | Posição   | Marca       | Posição     |
| ------------ | ------------ | ------------ | ------------ | --------- | --------- | ----------- | ----------- |
| Nery Brenes  | 400 metros   | 45s36        | 18º          | 44s94     | 10º       | Não avançou | Não avançou |
| Allan Segura | 20 km marcha |              |              |           |           | 1h27m10s    | 39º         |

Feminino
| Atletas        | Evento   | Preliminares | Preliminares | Final       | Final       |
| Atletas        | Evento   | Marca        | Posição      | Marca       | Posição     |
| -------------- | -------- | ------------ | ------------ | ----------- | ----------- |
| Gabriela Traña | Maratona | 2h53m45s     | 68º          | Não avançou | Não avançou |

### Ciclismo de estrada
Masculino
| Atleta      | Evento             | Final         | Final         |
| Atleta      | Evento             | Tempo         | Posição       |
| ----------- | ------------------ | ------------- | ------------- |
| Henry Raabe | Corrida em estrada | Não completou | Não completou |

### Ciclismo Mountain Bike
Masculino
| Atleta           | Evento        | Final         | Final         |
| Atleta           | Evento        | Tempo         | Posição       |
| ---------------- | ------------- | ------------- | ------------- |
| Federico Ramírez | Cross-country | Não completou | Não completou |

### Natação
Masculino
| Atleta(s)     | Evento      | Eliminatórias | Eliminatórias | Semifinal   | Semifinal   | Final       | Final       |
| Atleta(s)     | Evento      | Tempo         | Posição       | Tempo       | Posição     | Tempo       | Posição     |
| ------------- | ----------- | ------------- | ------------- | ----------- | ----------- | ----------- | ----------- |
| Mario Montoya | 200 m livre | 1m52s19       | 50º           | Não avançou | Não avançou | Não avançou | Não avançou |

Feminino
| Atleta(s)         | Evento     | Eliminatórias | Eliminatórias | Semifinal   | Semifinal   | Final       | Final       |
| Atleta(s)         | Evento     | Tempo         | Posição       | Tempo       | Posição     | Tempo       | Posição     |
| ----------------- | ---------- | ------------- | ------------- | ----------- | ----------- | ----------- | ----------- |
| Marianela Quesada | 50 m livre | 28s11         | 57º           | Não avançou | Não avançou | Não avançou | Não avançou |

### Taekwondo
Masculino
| Atleta              | Evento | Preliminares           | Quartas                | Semifinais             | Repescagem             | Final                  | Posição     |
| Atleta              | Evento | Adversário e resultado | Adversário e resultado | Adversário e resultado | Adversário e resultado | Adversário e resultado | Posição     |
| ------------------- | ------ | ---------------------- | ---------------------- | ---------------------- | ---------------------- | ---------------------- | ----------- |
| Kristopher Moitland | +80kg  | KOR Cha D-M. D (-2)-1  |                        |                        | UZB A. Irgashev D 5-6  | Não avançou            | Não avançou |